# Pont de Varjanauli
El pont de Varjanauli (en georgià: ვარჯანაულის ხიდი) és un pont d'arc medieval tardà a Geòrgia. Es troba al llogaret de Varjanauli, a uns 20 km a l'est de Kobuleti, a la boscosa vall del riu Kintrishi, al sud-oest de la República Autònoma d'Adjària, a Geòrgia. El pont és força gran i ample, amb una prominent silueta semicircular. Està construït amb blocs de pedra picada, pedres en brut i morter. El pont està inscrit en la llista dels Monuments Culturals destacats de Geòrgia.

## Història
Es desconeix la data exacta en la qual es va construir el pont de Varjanauli. Segons una tradició local, va ser encarregat pel noble musulmà georgià local Tamaz-Oghli (Tamazashvili) al segle xvii.
Les dovelles d'ambdós costats del pont estan fetes de pedra picada i morter de calç. Estan disposades en mode vertical. L'arc i els costats del pont estan coberts amb una sèrie de blocs de pedra curosament tallats. El pont recolza sobre estreps excavats en la roca d'ambdues ribes. Les pedres utilitzades per a la cara inferior de l'arc es rebleixen simètricament amb les dovelles, de manera que l'arc sembla un monòlit. La longitud horitzontal del pont entre els estreps és de 14,6 m, mentre que la calçada n'és de 28,1 m; l'amplada a la part central és de 2,6 m i a prop dels estreps de 3,5 m; l'altura des del nivell de l'aigua fins a l'arc és de 7,9 m i fins a la part superior de l'arc de 8,6 m. La mida dels forats per a la forma d'arc són: 0,36 m x 42 m i 0,38 m x 0,32 m. El pont va ser objecte d'obres de conservació finançades pel govern el 2008.